# Стража (Шентруперт)
Стража (словен. Straža) — поселення в общині Шентруперт, регіон Південно-Східна Словенія, Словенія.